# Akron (Alabama)
Akron – miasto w Stanach Zjednoczonych, w stanie Alabama, w hrabstwie Hale. W roku 2023 miasto zamieszkiwały 224 osoby, a gęstość zaludnienia wynosiła 160 osób/km².